# Ernest Pieterse
Ernest „Ernie“ Pieterse (* 4. Juli 1938 in Parow; † 1. November 2017 in Johannesburg) war ein südafrikanischer Autorennfahrer.

## Karriere
Pieterse war in den späten 1950er-Jahren einer der erfolgreichsten Tourenwagenpiloten der südafrikanischen Saloon-Car-Szene. 1958 wurde er auf einem Alfa Romeo Dritter beim Rand-9-Stunden-Rennen. 1961 feierte er mit Siegen in Kyalami und beim Großen Preis von Rhodesien seine ersten Erfolge im Monoposto.
Beim Großen Preis von Südafrika 1962 debütierte er in der Automobil-Weltmeisterschaft. Mit einem privaten Lotus 21 wurde er mit einem Rückstand von 11 Runden auf den Sieger Graham Hill Zehnter. Im selben Jahr gewann er die südafrikanische Monoposto-Meisterschaft, an der er sich bis Ende 1964 regelmäßig beteiligte.
Nachdem er 1965 die Qualifikation zum Heim-Grand-Prix klar verpasste (1963 war er mit Motorschaden ausgefallen), trat er vom Rennsport zurück.
Er starb im November 2017.

## Statistik

### Statistik in der Automobil-Weltmeisterschaft
Diese Statistik umfasst alle Teilnahmen des Fahrers an der Automobil-Weltmeisterschaft, die heutzutage als Formel-1-Weltmeisterschaft bezeichnet wird.

#### Gesamtübersicht
| Saison | Team                | Chassis  | Motor         | Rennen | Siege | Zweiter | Dritter | Poles | schn. Rennrunden | Punkte | WM-Pos. |
| ------ | ------------------- | -------- | ------------- | ------ | ----- | ------- | ------- | ----- | ---------------- | ------ | ------- |
| 1962   | Ernest Pieterse     | Lotus 21 | Climax 1.5 L4 | 1      | −     | −       | −       | −     | −                | −      | −       |
| 1963   | Lawson Organisation | Lotus 21 | Climax 1.5 L4 | 1      | −     | −       | −       | −     | −                | −      | −       |
| Gesamt | Gesamt              | Gesamt   | Gesamt        | 2      | −     | −       | −       | −     | −                | −      |         |

#### Einzelergebnisse
| Saison | 1 | 2 | 3 | 4 | 5 | 6 | 7 | 8  | 9   | 10 |
| ------ | - | - | - | - | - | - | - | -- | --- | -- |
| 1962   |   |   |   |   |   |   |   |    |     |    |
|        |   |   |   |   |   |   |   | 10 |     |    |
| 1963   |   |   |   |   |   |   |   |    |     |    |
|        |   |   |   |   |   |   |   |    | DNF |    |
| 1965   |   |   |   |   |   |   |   |    |     |    |
| DNQ    |   |   |   |   |   |   |   |    |     |    |

| Legende  | Legende            | Legende                                                          |
| Farbe    | Abkürzung          | Bedeutung                                                        |
| -------- | ------------------ | ---------------------------------------------------------------- |
| Gold     | –                  | Sieg                                                             |
| Silber   | –                  | 2. Platz                                                         |
| Bronze   | –                  | 3. Platz                                                         |
| Grün     | –                  | Platzierung in den Punkten                                       |
| Blau     | –                  | Klassifiziert außerhalb der Punkteränge                          |
| Violett  | DNF                | Rennen nicht beendet (did not finish)                            |
| Violett  | NC                 | nicht klassifiziert (not classified)                             |
| Rot      | DNQ                | nicht qualifiziert (did not qualify)                             |
| Rot      | DNPQ               | in Vorqualifikation gescheitert (did not pre-qualify)            |
| Schwarz  | DSQ                | disqualifiziert (disqualified)                                   |
| Weiß     | DNS                | nicht am Start (did not start)                                   |
| Weiß     | WD                 | zurückgezogen (withdrawn)                                        |
| Hellblau | PO                 | nur am Training teilgenommen (practiced only)                    |
| Hellblau | TD                 | Freitags-Testfahrer (test driver)                                |
| ohne     | DNP                | nicht am Training teilgenommen (did not practice)                |
| ohne     | INJ                | verletzt oder krank (injured)                                    |
| ohne     | EX                 | ausgeschlossen (excluded)                                        |
| ohne     | DNA                | nicht erschienen (did not arrive)                                |
| ohne     | C                  | Rennen abgesagt (cancelled)                                      |
| ohne     | keine WM-Teilnahme |                                                                  |
| sonstige | P/fett             | Pole-Position                                                    |
| sonstige | 1/2/3/4/5/6/7/8    | Punktplatzierung im Sprint-/Qualifikationsrennen                 |
| sonstige | SR/kursiv          | Schnellste Rennrunde                                             |
| sonstige | *                  | nicht im Ziel, aufgrund der zurückgelegten Distanz aber gewertet |
| sonstige | ()                 | Streichresultate                                                 |
| sonstige | unterstrichen      | Führender in der Gesamtwertung                                   |